# Selandriinae
Selandriinae — підродина перетинчастокрилих комах родини Пильщики (Tenthredinidae).

## Класифікація
Підродина містить чотири триби:
- Aneugmenini
- Heptamelini
- Selandriini
- Strongylogastrini

Крім того два роди не включені у жодну із триб:
- Ametastegia
- Neostromboceros